# Third-Hand Smoke
Third-hand smoke ist ein aus dem Englischen stammender Fachbegriff für Teer- und Nikotinablagerungen aus Tabakrauch, beispielsweise in Kleidung, Haaren, Bodenbelägen oder Wänden, die von dort wieder kontinuierlich an die Umgebungsluft abgegeben werden und deren Einatmen gesundheitsgefährdend sein kann.

## Begriff
Der Ausdruck third-hand smoke wurde von einer Arbeitsgruppe um den Kinderarzt Jonathan Winickoff vom Dana-Farber/Harvard Cancer Center, dem größten US-amerikanischen Krebszentrum des National Cancer Institute (NCI) der Vereinigten Staaten, geprägt. Er steht synonym für alle Giftstoffe, die ein Raucher mittelbar oder unmittelbar dann abgibt, wenn er nicht raucht. Die Bezeichnung liegt nahe, weil second-hand smoking in der englischen Sprache das gängige Wort für Passivrauchen ist. Deutsche Übersetzungen wie Dritthandrauch, Rauchrückstand oder Rückstandsrauchen haben sich nicht durchgesetzt.

## Wirkung
In einer Vielzahl von Studien wurde festgestellt, dass es keine untere, unbedenkliche Wirkungsschwelle für Tabakrauch gibt. Deshalb können auch kleine Mengen von Tabakrauch auf der Kleidung, in den Haaren, Bodenbelägen oder Wänden gesundheitsgefährdend sein. Vor allem Kinder sind von den toxischen Inhaltsstoffen des Rauchrückstandes gefährdet. Das Gefährdungspotenzial besteht auch noch Monate nachdem ein Raum gereinigt wurde und ihn kein Raucher mehr betreten hat.
In einer Studie in einem Mainzer Kino wurde festgestellt, dass die von Rauchern über Körper und Kleider in den Kinosaal eingetragene Schadstoffbelastung signifikant ist, selbst wenn einige Minuten zwischen Rauchen und Betreten des Raums liegen. Auf die anderen Zuschauer entsprach die schädliche Wirkung über die Dauer eines Films einem Äquivalent von 1–10 passiv mitgerauchten Zigaretten.
Eine spezielle Form der Gefährdung durch Rauchrückstand sind krebserregende Nitrosamine. Diese können aus der Reaktion des nicht krebserregenden Nikotins mit salpetriger Säure – die sich beispielsweise leicht aus Stickoxiden und Wasser bildet – entstehen.

## Weiterführende Literatur
- M. H. Becquemin, J. F. Bertholon u. a.: Third-hand smoking: indoor measurements of concentration and sizes of cigarette smoke particles after resuspension. In: Tobacco Control. Band 19, Nummer 4, August 2010, S. 347–348. doi:10.1136/tc.2009.034694. PMID 20530137. PMC 2975990 (freier Volltext).
- J. H. Dreyfuss: Thirdhand smoke identified as potent, enduring carcinogen. In: CA: A Cancer Journal for Clinicians. Band 60, Nummer 4, 2010 Jul–Aug, S. 203–204. doi:10.3322/caac.20079. PMID 20530799.
- R. C. Rabin: A New Cigarette Hazard: ‘Third-Hand Smoke’. In: New York Times vom 2. Januar 2009
- L. M. Petrick, A. Svidovsky, Y. Dubowski: Thirdhand smoke: heterogeneous oxidation of nicotine and secondary aerosol formation in the indoor environment. In: Environmental Science & Technology. Band 45, Nummer 1, Januar 2011, S. 328–333. doi:10.1021/es102060v. PMID 21141815.
- G. E. Matt, P. J. Quintana u. a.: Thirdhand tobacco smoke: emerging evidence and arguments for a multidisciplinary research agenda. In: Environmental Health Perspectives. Band 119, Nummer 9, September 2011, S. 1218–1226. doi:10.1289/ehp.1103500. PMID 21628107. PMC 3230406 (freier Volltext). (Review).